# Nicolás de Tolentino
Nicolás de Tolentino (Sant'Angelo in Pontano; 1245 - Tolentino; 10 de septiembre de 1305) fue un fraile, sacerdote, místico, católico italiano y el primer santo de la Orden de San Agustín. Se le considera protector de las almas del Purgatorio, e intercesor por la justicia, la maternidad, la infancia y la salud. Su protección es invocada por los devotos para las víctimas de las pestes.

## Biografía
Fue el hijo primogénito en la familia de Amada y Compañón, y se le atribuye su nacimiento a la intercesión de san Nicolás de Bari. Según la leyenda los padres ya eran mayores cuando, por consejo de un ángel, fueron a una peregrinación a la tumba de Nicolás de Bari, y en ese lugar, aceptando el consejo del ángel, pidieron la gracia divina de un niño. Cuando regresaron a la ciudad de Sant'Angelo tuvieron el hijo deseado y, creyendo que habían recibido la gracia solicitada, lo llamaron Nicolás en honor a Nicolás de Bari. A la edad de seis años comenzó a ir a la escuela parroquial y era encargado de la distribución de la limosna a los pobres por parte de su familia. En 1256, a los doce años de edad, ingresó al oblato en el convento local de los ermitaños de Bréttino, que luego tras fundirse, dio origen a orden de los Agustinos Ermitaños. Hizo votos solemnes cuando tenía menos de diecinueve años.
Fue ordenado sacerdote en 1269 en Cingoli, y pasó a dedicar su vida al apostolado desde Tolentino. Centró su tiempo en la meditación y la oración, así como en la atención de los enfermos y necesitados.
Su vida de asceta dentro de la orden y algunas de sus costumbres personales como su renuncia a lo material, la dieta hipocalórica, la oración constante y su sueño irregular lo acercan a la de otros místicos cristianos a los que también se atribuye contacto con la divinidad. Permaneció treinta años en el convento de Tolentino dedicado a visitar a los enfermos, consolar a los afligidos y socorrer a los pobres. Declaró que en una ocasión, hallándose gravemente enfermo, tuvo una visión de la Virgen María que le daba de comer unos bocados de pan, con lo que quedó repentinamente sano. En memoria de ello, se bendicen en el día de su festividad unos panecillos llamados «de San Nicolás».
Durante los treinta años que permaneció en Tolentino confesó a todo el pueblo; también visitantes, peregrinos, enfermos y presos. Se dice que Nicolás podía recordar el nombre de cada uno y entre los habitantes del pueblo circulaban conversiones prodigiosas, curaciones y diversos hechos extraordinarios que él había protagonizado.
Durante su vida, se dice que Nicolás recibió visiones, incluidas imágenes del purgatorio, que sus amigos atribuyeron a sus prolongados ayunos. La oración por las almas del purgatorio fue la característica sobresaliente de su espiritualidad. Por eso Nicolás fue proclamado patrón de las almas del purgatorio en 1884 por el papa León XIII. Hacia el final de su vida enfermó, sufrió mucho, pero continuó con las mortificaciones que habían sido parte de su santa vida. Murió el 10 de septiembre de 1305 en Tolentino.

## Canonización
El proceso de canonización comenzó en 1325 bajo el Papa Juan XXII, pero terminó en el año de 1446 bajo el Papa Eugenio IV. Sin embargo, ya a mediados del siglo XIV estaba representado con el halo como símbolo de santidad.

## Iconografía
Se le representa con el vestido negro de la orden de los Agustinos Ermitaños, con una estrella sobre él o un sol en el pecho, y en la mano un lirio o una cruz con guirnaldas de lirios. A veces, en lugar de un lirio, sostiene una bolsa llena de dinero o pan.

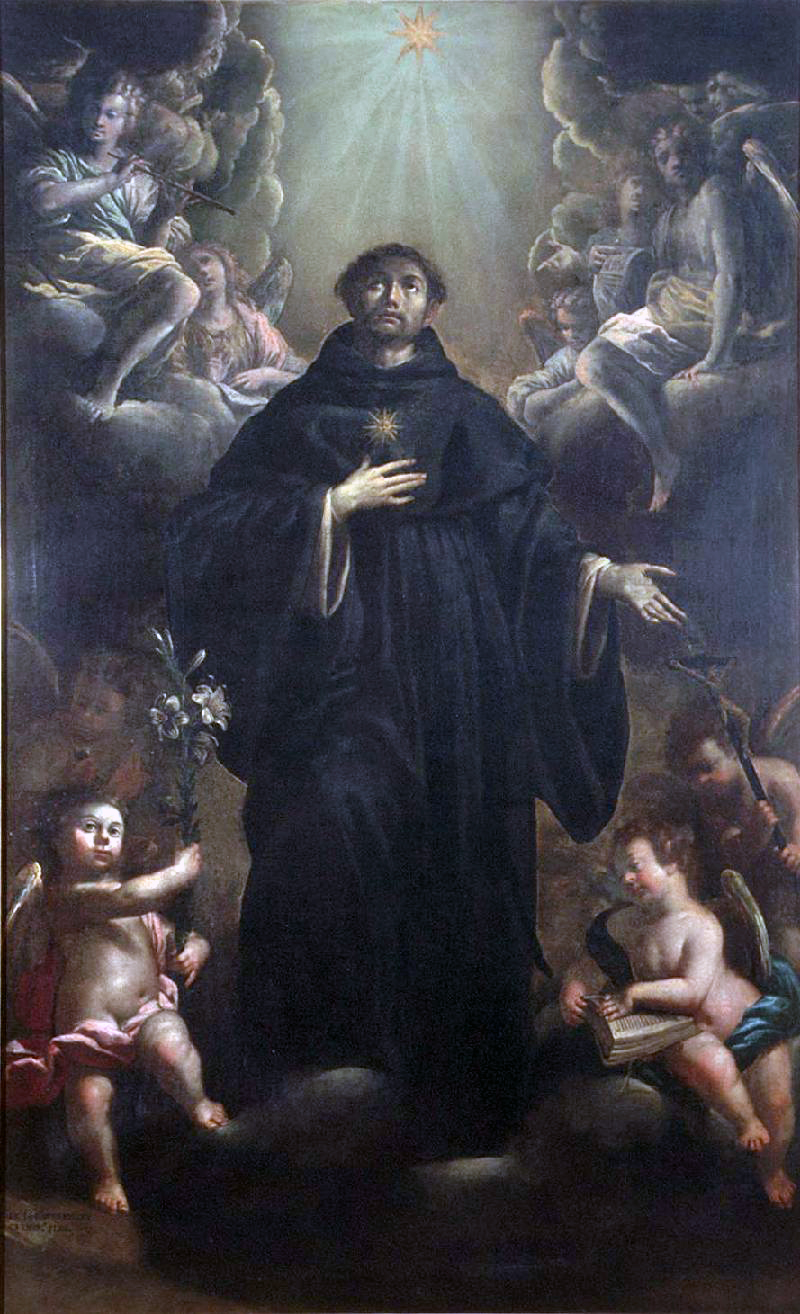
Pintura de Giovanni Giacomo, San Nicolas de Tolentino, año 1653

Se le representa con un sol en el centro de la sotana negra, debido a uno de los hechos de la vida del santo: se dice que una estrella brillante lo seguía continuamente en sus movimientos e iluminaba su figura.

## Devoción
La Iglesia católica lo canonizó el 5 de junio de 1446, al atribuírsele más de trescientos milagros acaecidos tanto en vida como post mortem. Fue el primer agustino canonizado.
Su cuerpo incorrupto fue presentado en 1345, momento en el que le fueron amputados ambos brazos para la construcción de un relicario. Su día se festeja el 10 de septiembre.
Sus restos se conservan en la Basílica de San Nicolás, en Tolentino (Italia).

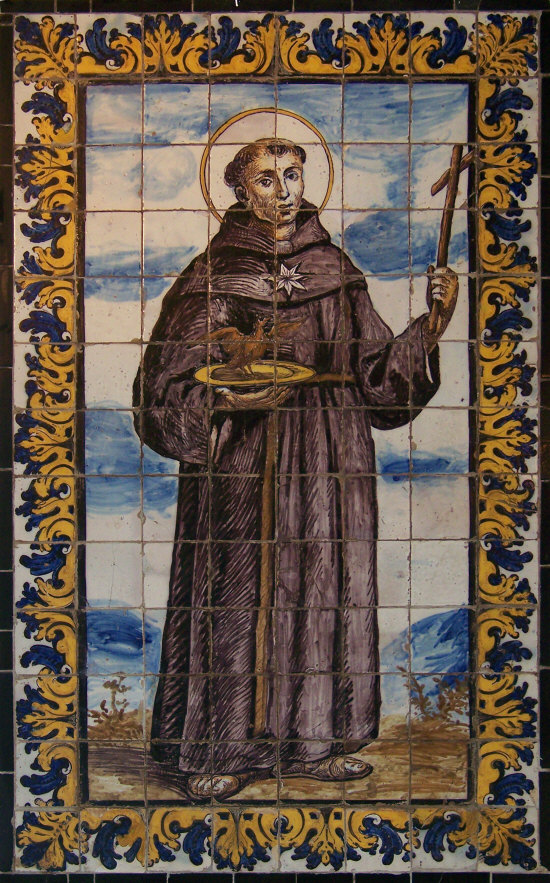
Plafón cerámico del (Museo de Bellas Artes de Sevilla; procedente del convento de Santa María del Pópulo).

Se le rinde culto especial en lugares como la ciudad de Barranquilla, capital del Departamento del Atlántico en Colombia. Su iglesia fue la primera catedral de Barranquilla, y el primer nombre de la ciudad de Barranquilla fue Barrancas de San Nicolás, también es su Santo Patrono; en el Templo de Nuestra Señora de la Candelaria en Bogotá se le dedica un altar; es patrono del pueblo de San Nicolás Totolapan en La Magdalena Contreras, Remedios (Antioquia), Ciudad de México, La Aldea de San Nicolás (en Gran Canaria, España, a donde llevaron la costumbre frailes mallorquines a fines del siglo XIV), Almonacid de la Sierra (Zaragoza), Adra (Almería), Cas Concos d'es Cavaller (Baleares), Tortuera (Guadalajara), el barrio de San Nicolás (en Ixmiquilpan, Hidalgo) San Nicolás Tecomatlan (Ajacuba, Hidalgo) y Xochicoatlán, Hidalgo.

## Anécdotas
- "Los panes bendecidos son un signo particular de devoción a San Nicolás, ligado a un episodio de su vida. San Nicolás, gravemente enfermo, obtuvo la gracia de la curación por medio de la intervención de la Virgen María, quien, habiendo aparecido en una visión, le había asegurado:" Pide en caridad, en nombre de mi Hijo, el pan. Cuando lo hayas recibido, lo comerás después de haberlo mojado en agua, y gracias a mi intercesión recuperarás la salud".[10]
- ”El santo no dudó en comer el pan recibido en caridad por una mujer de Tolentino, recuperando así la salud. A partir de ese día, San Nicolás comenzó a distribuir el pan bendecido a los enfermos que visitaba, exhortándolos a confiar en la protección de la Virgen María para obtener la curación de la enfermedad y la liberación del pecado. La Iglesia católica aprobó la institución y uso del Panini, prescribiendo un rito especial para su bendición, similar al de la bendición de las palmas, pero reservado para la Orden Agustina ".
- Se dice que, en el camino de Sant'Angelo a Tolentino, al encontrarse de paso por la ciudad de San Ginesio, con la imposición de manos impidió el derrumbe de una parte de las murallas de la ciudad, que aún hoy siguen intactas.
- El Puente del Diablo en Tolentino recibe este nombre en memoria de la leyenda según la cual el arquitecto Benevegna, en dificultades durante la construcción del puente (que fue destruido por la noche por la impetuosidad del río Chienti), pactó con el diablo, quien aseguró la construcción del puente en una noche a cambio del alma del primer ser vivo que lo cruzara. El arquitecto, arrepentido de su pacto con el diablo, se volvió desesperado hacia San Nicolás. El santo ideó una estratagema: cuando terminó la construcción, bendijo el puente; luego, esperó a que se acercara un perro y rodó una rueda de queso por el puente, obligando al animal a cruzarlo. El diablo, cegado por la ira, trató en vano de destruir el puente.[11]
- Durante su estancia en el convento de San Ginesio, San Nicolás de Tolentino solía llevar comida a los mendigos y pobres y, para no avisar a sus superiores, escondía el pan en las mangas de su túnica. Al enterarse del expediente, los frailes lo detuvieron preguntándole qué llevaba. El santo respondió: "¡pétalos de rosa!" sacudiendo las mangas de las que salían pétalos de flores.[12]
- En el camino, San Nicolás solía detenerse y rezar en un área rural cerca de Sant'Angelo. En ese momento hizo un pequeño manantial del que beber. Según la tradición, las fuentes de San Nicolas, como se las llama hoy, dejan de brotar si un animal bebe de ellas, hasta que son bendecidas nuevamente por un sacerdote.
- Nicolás de Tolentino fue uno de los santos que, junto a Juan el Bautista y San Agustín, vinieron del cielo para llevar a Santa Rita al convento. Ella también fue de la orden agustina.[13]

## Patronazgo
Es el santo patrono de las siguientes localidades:

### Argentina
- Álvarez (Santa Fe, en Argentina).
- Ciudad de Mendoza (Mendoza, en la Argentina)

### Bolivia
- Suipacha Potosí - Bolivia.

### Chile
- Sibaya (Chile)
- Hijuelas (Chile).
- La Estrella (Chile).

### Colombia
- Barranquilla (Colombia).
- Guaitarilla (Colombia).
- Chinácota (Colombia) Feria Internacional de San Nicolás
- Sasaima (Colombia).
- Vereda San Nicolás, La Ceja - Antioquia, Colombia.
- Remedios, Antioquia Colombia.
- Busbanzá, Boyacá Colombia.

### Costa Rica
- San Nicolás, Cantón de Cartago, Provincia de Cartago Costa Rica.

### España
- La Aldea de San Nicolás, en Gran Canaria, España.
- Cas Concos d'es Cavaller (Baleares, en España).
- Marinaleda (Sevilla, en España).
- Villa de Puentedeume (La Coruña, en España).
- La Campana (provincia de Sevilla, Sevilla, en España).
- Adra, Almería (España).
- Almonacid de la Sierra, Zaragoza, España

### Filipinas
- San Nicolás de Pangasinán en las islas Filipinas.

### Guatemala
- Ciudad de Guatemala, con el título de Patrono Tutelar.
- Aldea San Nicolás Barberena Sta. Rosa, Guatemala.
- Barrio San Nicolás Retalhuleu,Guatemala

### México
- San Nicolás Tolentino, San Luis Potosí.
- Arcila, Querétaro, México.
- La Estrella, Municipio de Pénjamo, Guanajuato. México.
- San Nicolás Totolapan, La Magdalena Contreras, Ciudad de México, México.
- Ecuandureo en el Estado de Michoacán, México.
- Villa Nicolas Bravo Gro en México.
- Santa Rosa Villanueva, Zacatecas en México.
- San Nicolás de El Presidios en el Estado de Durango, en México.
- San Nicolás Tlazala en el Estado de México, en México.
- Barrio de San Nicolas Tolentino, Toluca, Estado de México.
- Galeana, en Michoacán, México.
- Actopan, en Hidalgo, México. (Convento de Actopan).
- Ramos Arizpe, en Coahuila, México.
- San Nicolás de los Garza (Nuevo León, en México).
- Cozoyoapan, Municipio de Xochistlahuaca, Guerrero, México
- Terrenate, Tlaxcala.
- Jaral del Progreso (Guanajuato, en México).
- Monte de San Nicolás (Guanajuato, en México).
- San Nicolás Zecalacoayan (Puebla, en México).
- Villa Jiménez (Michoacán, México) Se celebra una fiesta en su honor cada año durante tres días anteriores al Miércoles de Ceniza.
- Ometepec, Estado de Guerrero, México Se celebra desde el día 1.º y hasta el día 11 de septiembre. Además cada día 10 de cada mes se celebra una misa en su honor.
- El Nigromante, Pinos, Zacatecas, México.
- Zirándaro de los Chávez, Guerrero.
- Tetitzintla (Tehuacán) Puebla México.
- San Nicolás de Tolentino Huatlatlauca Puebla México.
- Mexticacán, Jalisco, México.
- Acolman de Nezahualcóyotl México.
- San Nicolas de Tolentino San Nicolas Huajuapan Puebla México
- Zitlala, Guerrero México.

### Perú
- Catedral de San Nicolas de Tolentino de Tumbes de la Arquidiócesis de Piura
- Parroquia San Nicolás de Tolentino, C.F.F., Ancash, Perú
- Parroquia San Nicolás de Tolentino de Cajabamba - Diócesis de Cajamarca
- Capilla San Nicolás de Tolentino - Diócesis de Chiclayo
- Parroquia de San Nicolás de Tolentino, Talambo-Chepén, Perú
- Capilla de San Nicolas de Tolentino, de la Orden de San Agustín Trujillo,Perú
- Parroquia San Nicolás de Tolentino, Distrito de San Nicolás, Provincia de Rodríguez de Mendoza, Departamento de Amazonas, Perú
- Parroquia San Nicolás de Tolentino - Diócesis de Chosica
- Parroquia San Nicolás de Tolentino - Andahuasi
- Parroquia San Nicolás de Tolentino - Vilcabamba, Prelatura de Chuquibambilla
- Parroquia San Nicolás de Tolentino - Mollebamba, Diócesis de Abancay

### Venezuela
- Iglesia San Nicolás de Tolentino Pedregal, municipio Democracia Estado Falcón.

## Galería

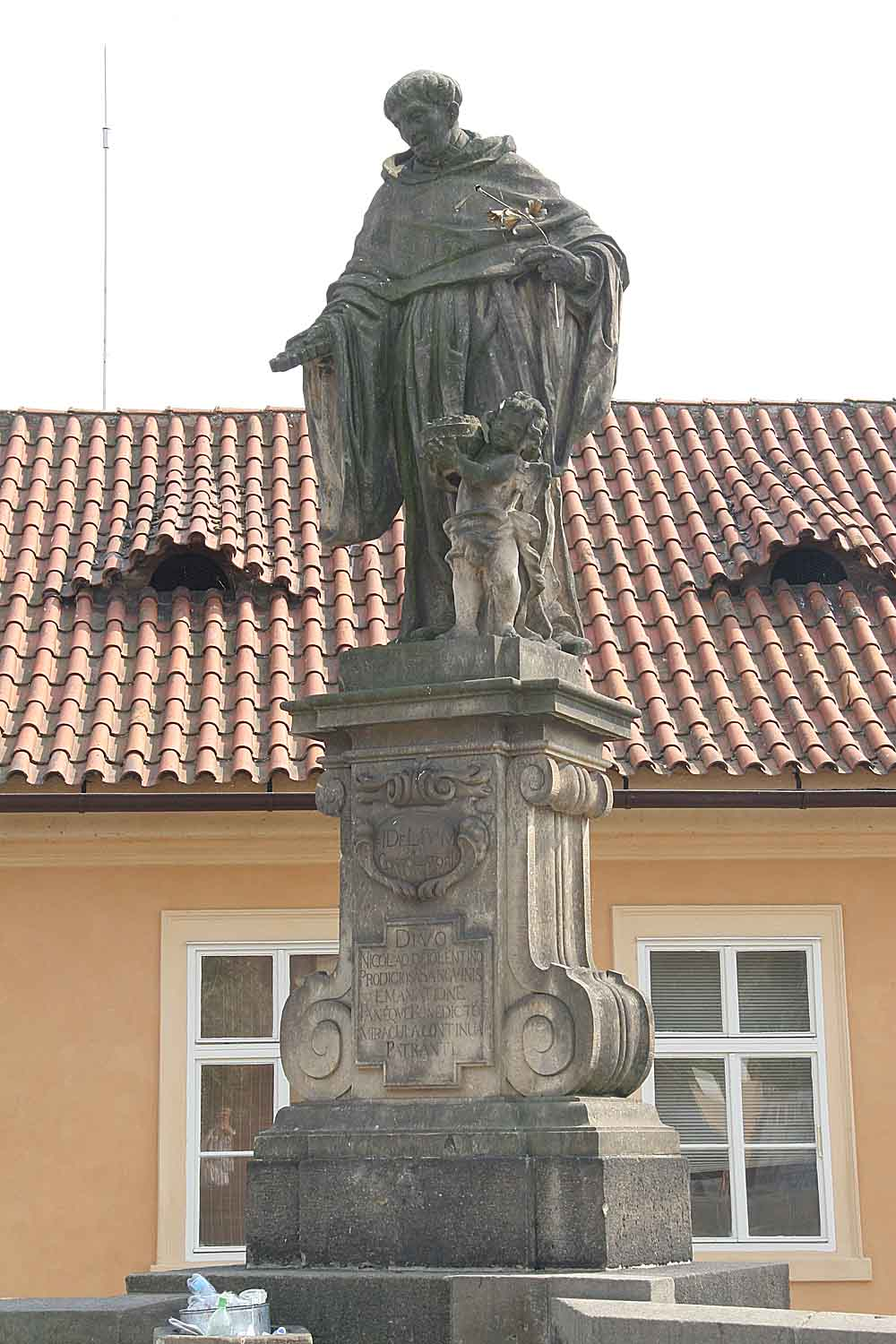
Estatua en el Puente de Carlos, Praga, s. XVIII.
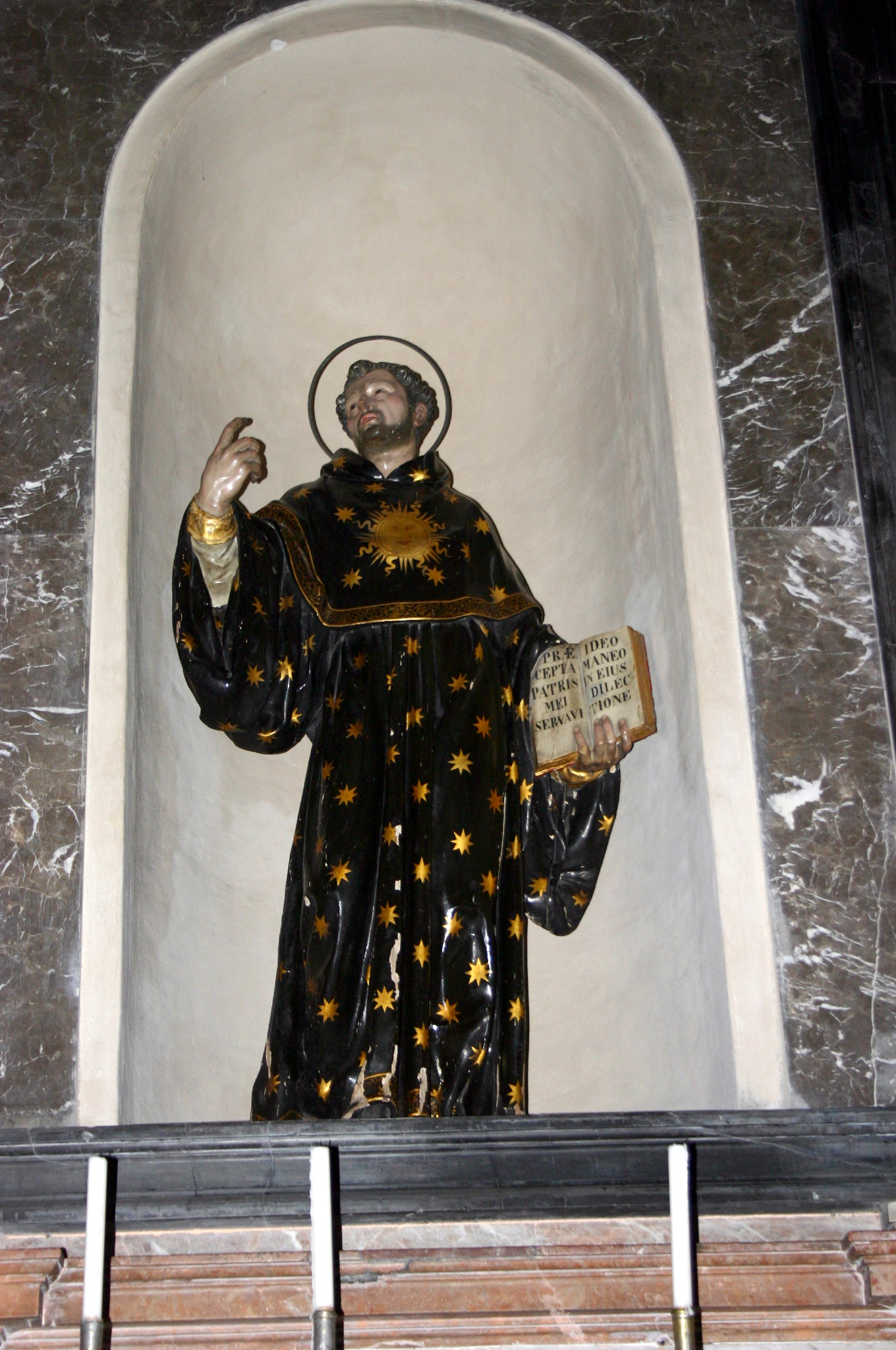
Talla del s. XVII en la iglesia de Santa Maria Incoronata (Milán). Foto: Giovanni Dall'Orto.
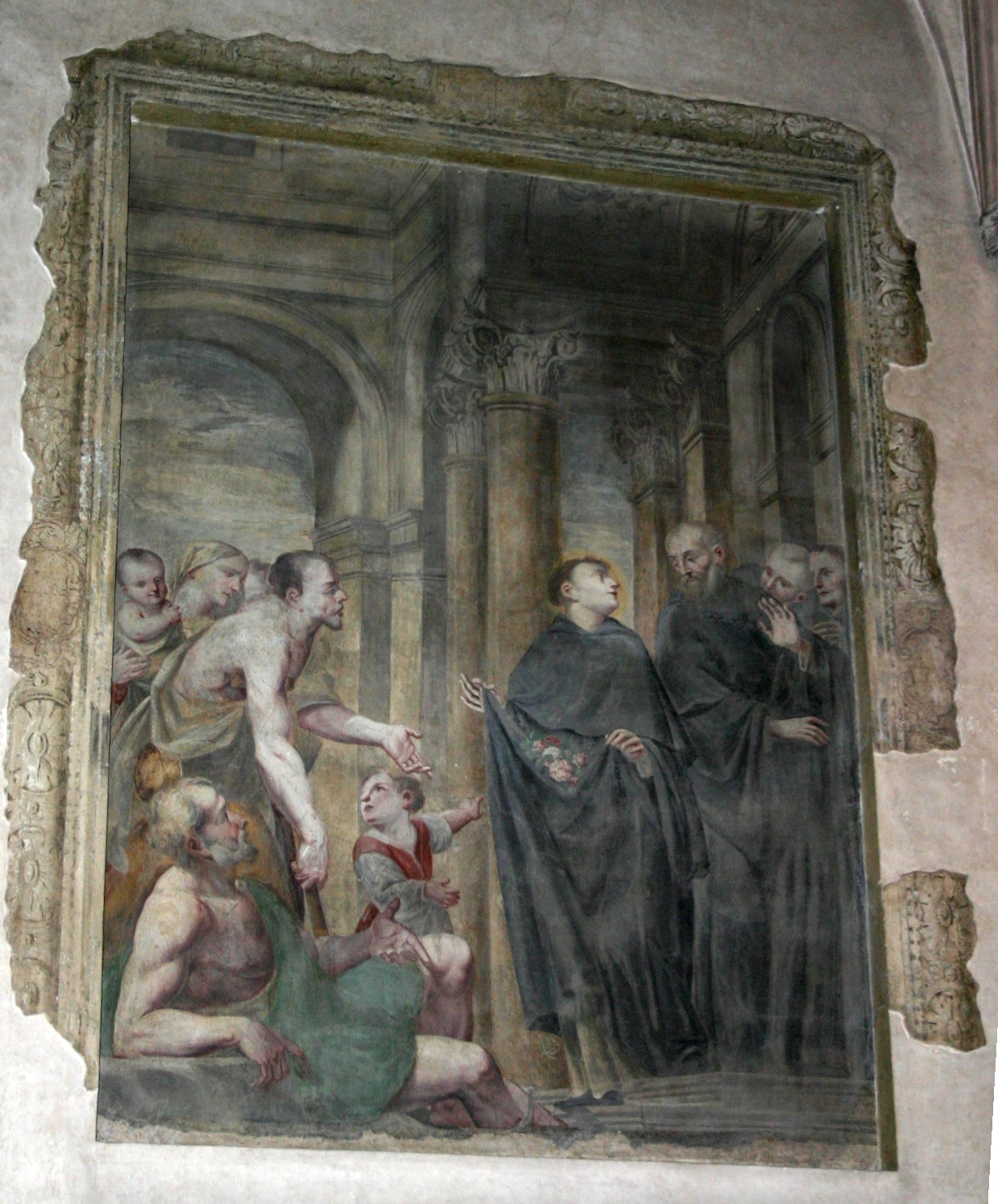
Milagro del santo. Fresco del s. XVIII. S. Maria Incoronata. Foto: G. Dall'Orto.
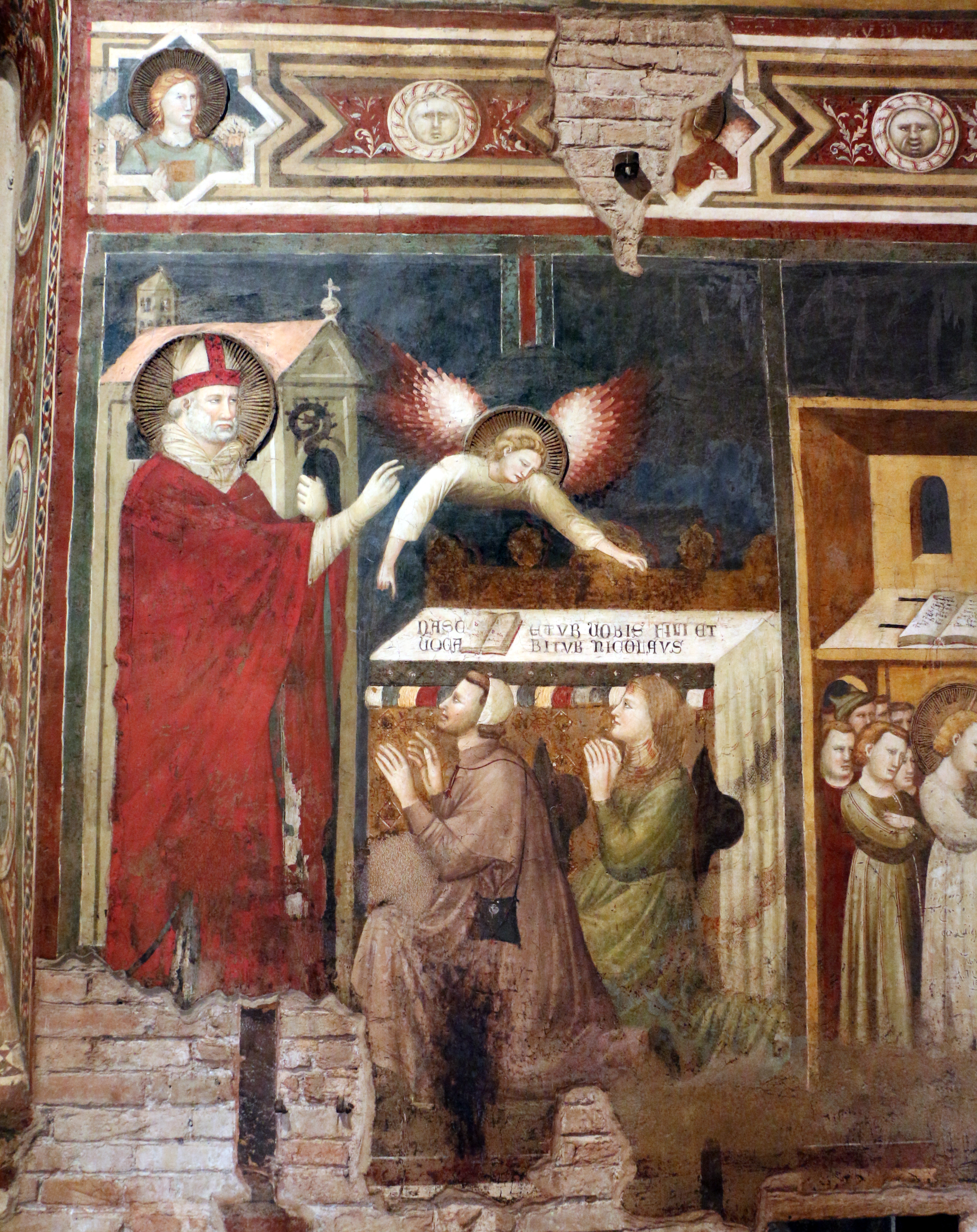
San Nicolás de Bari predice el destino de los padres de Nicolas de Tolentino
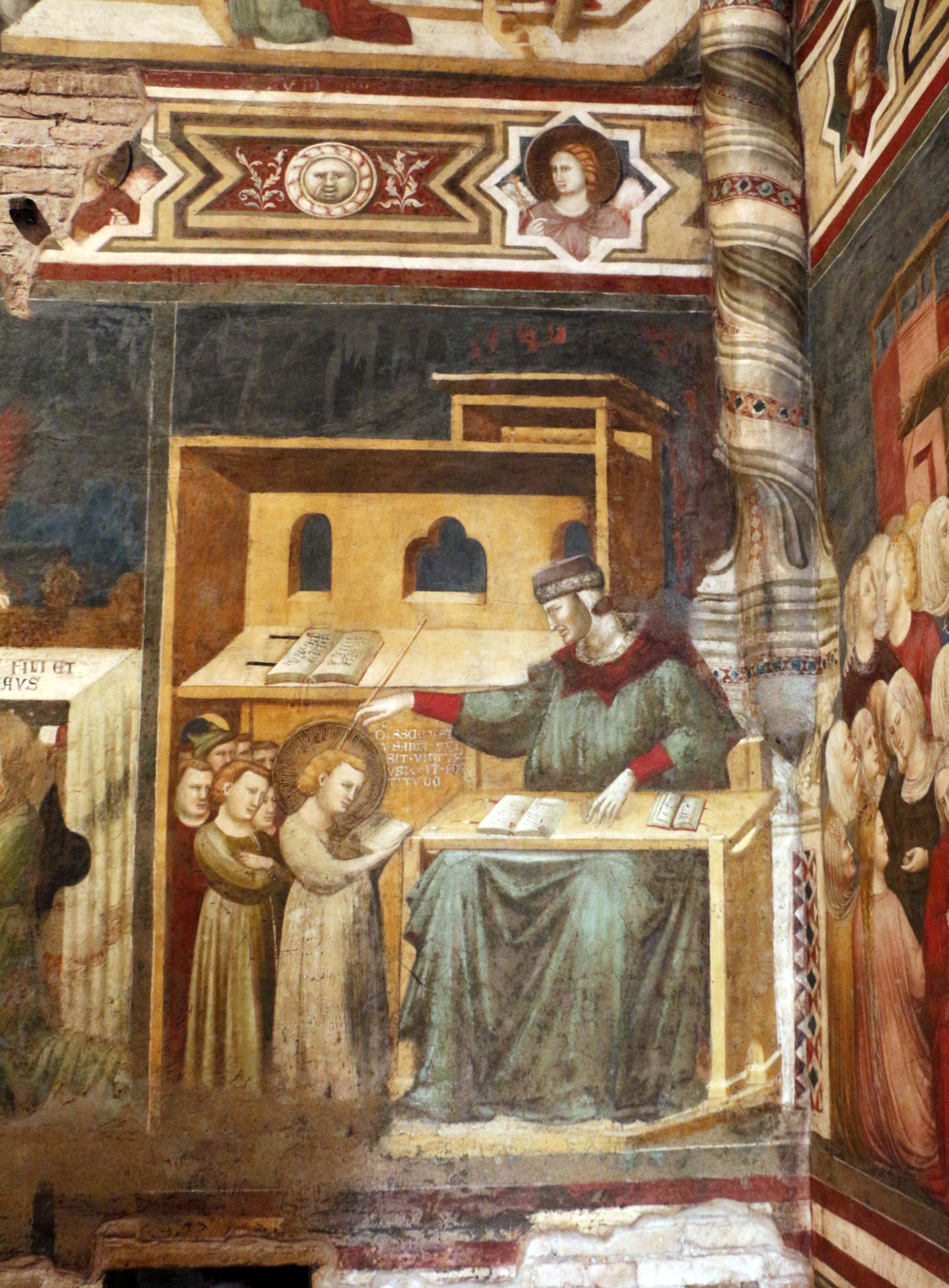
El joven Nicolas de Tolentino espera sus estudios
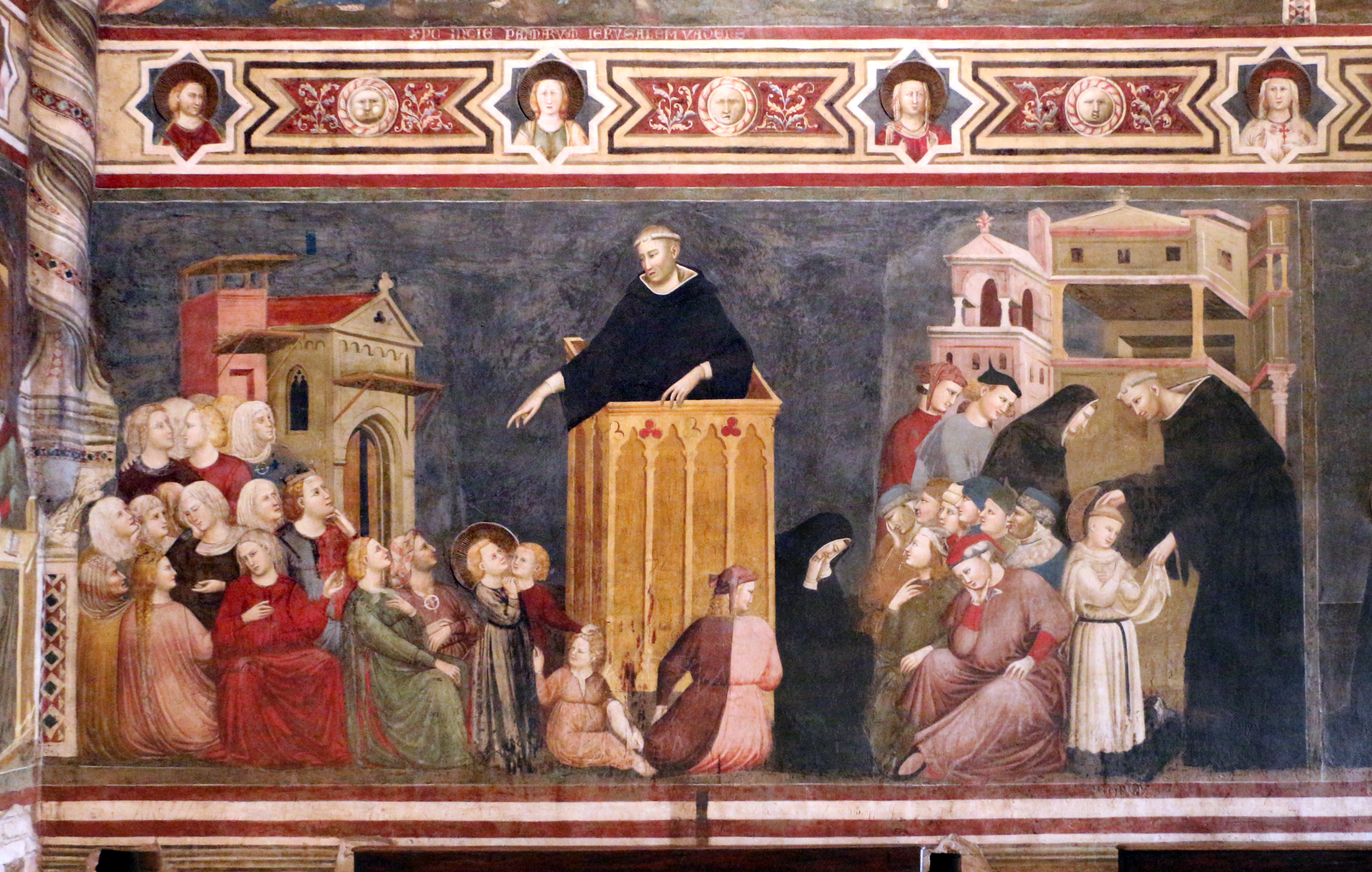
Nicolas de Tolentino escucha el sermón de un agustino y entra en la Orden
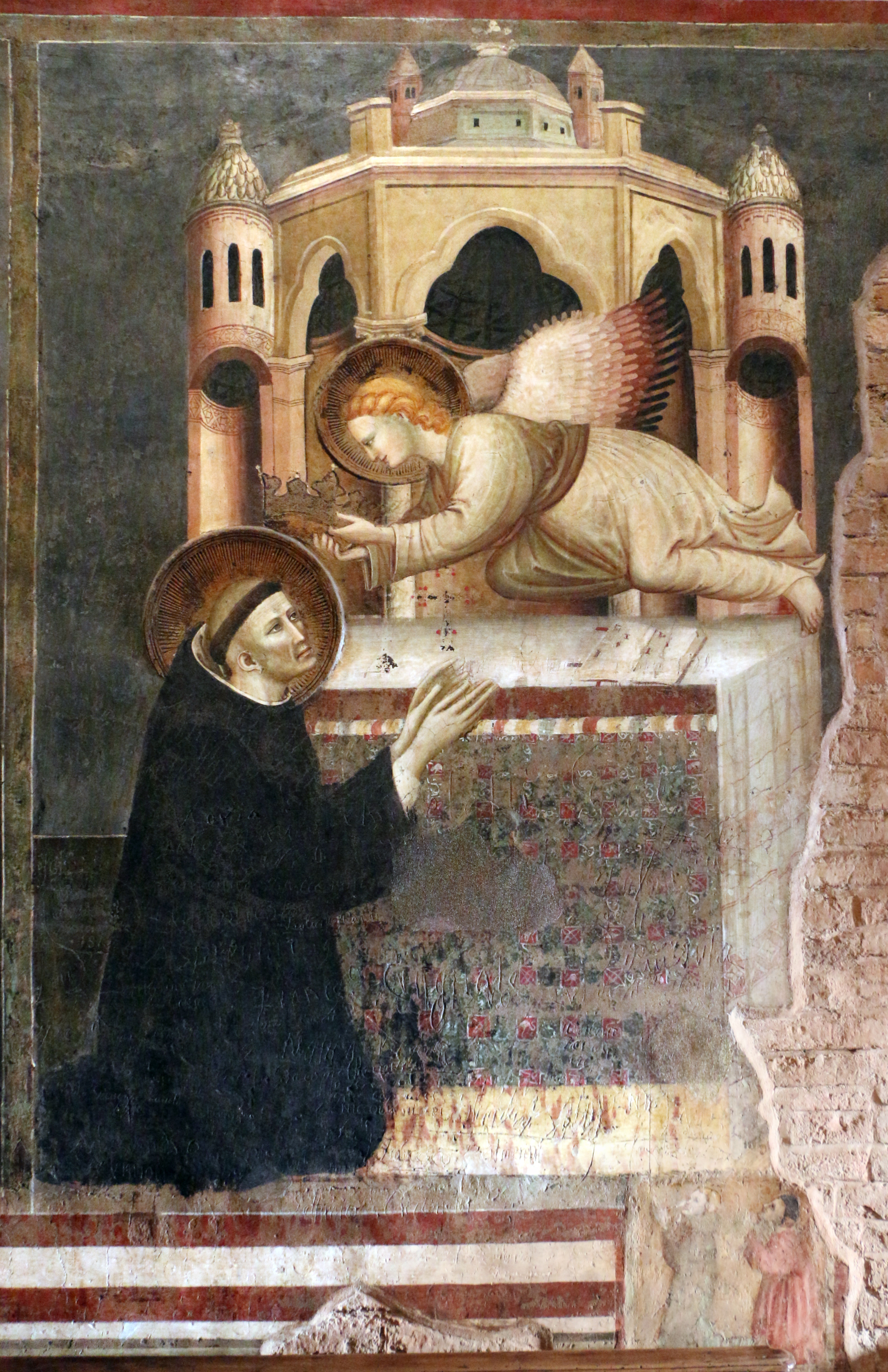
La entrega de la corona como prenda eterna
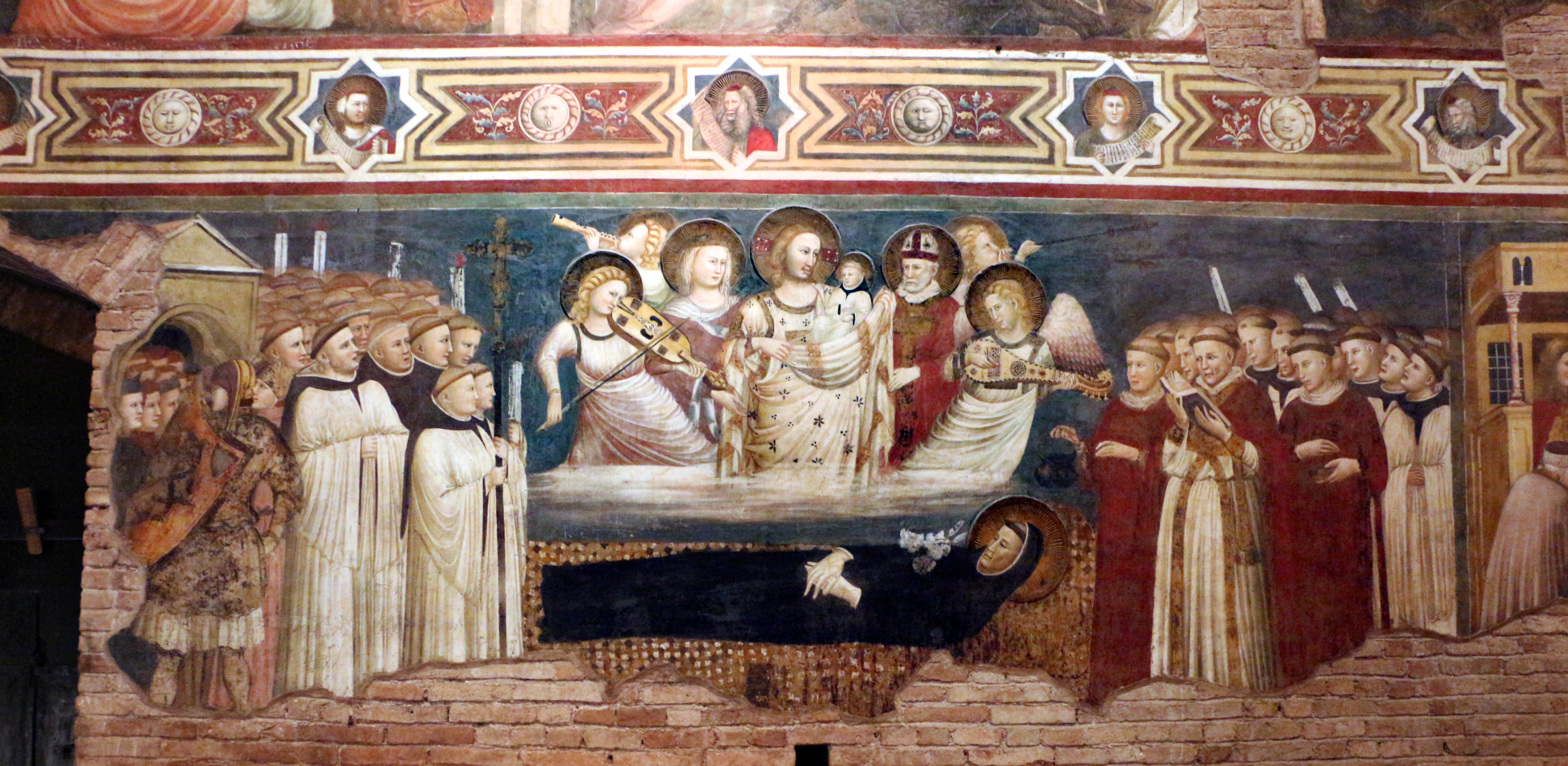
Funeral de Nicolas de Tolentino y su apoteosis
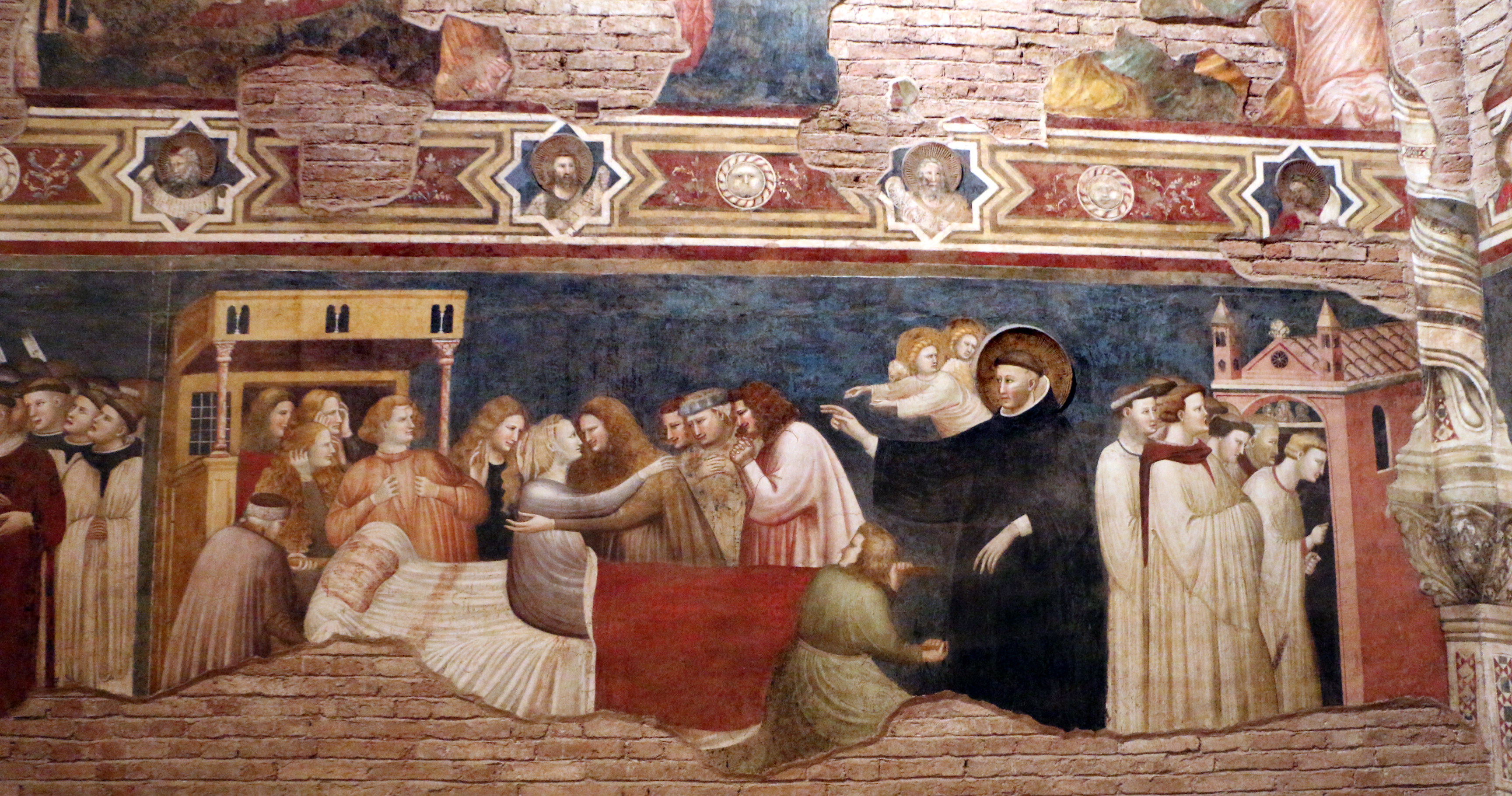
Resurrección de la joven de Fermo
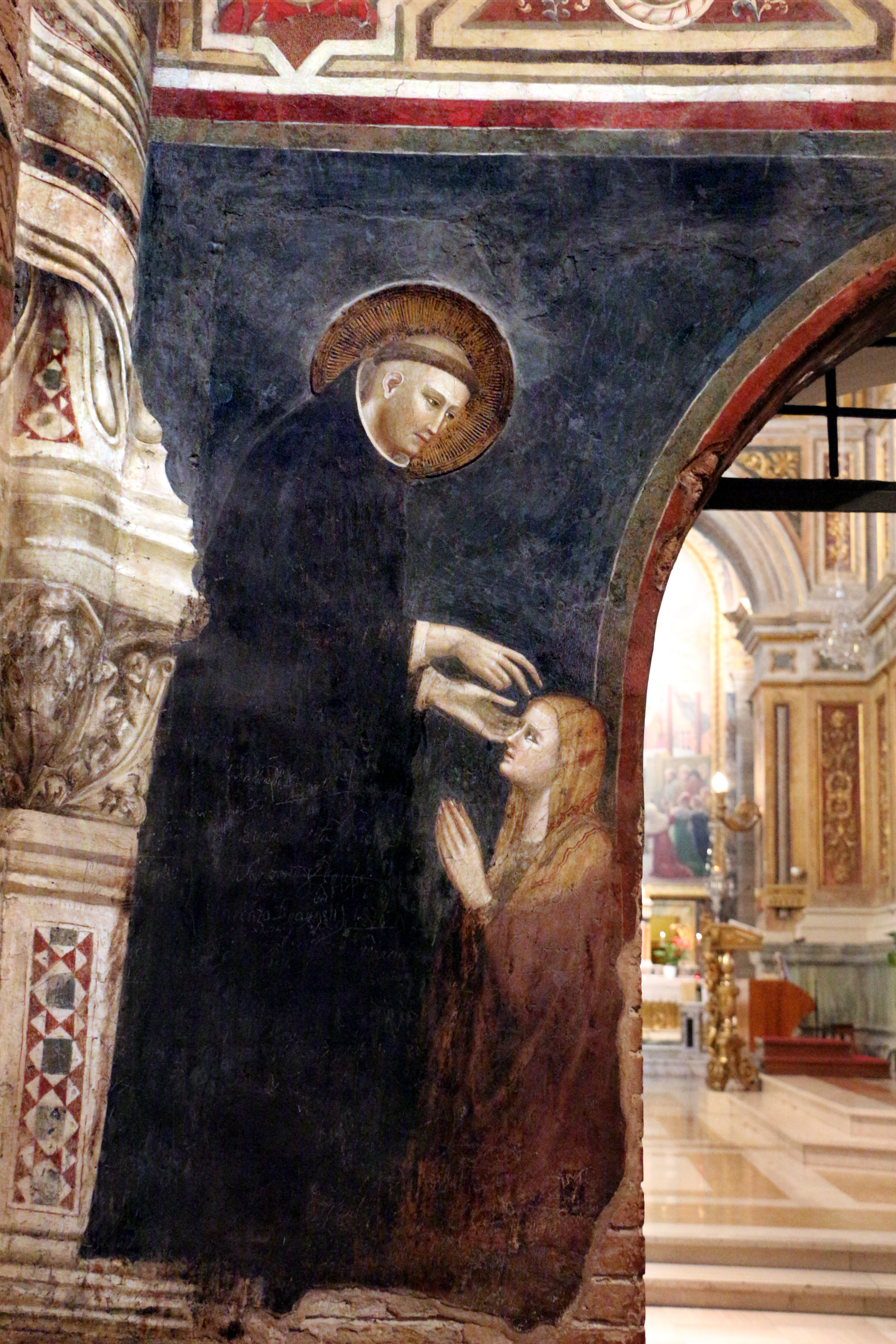
Curación de una ciega en San Ginesio
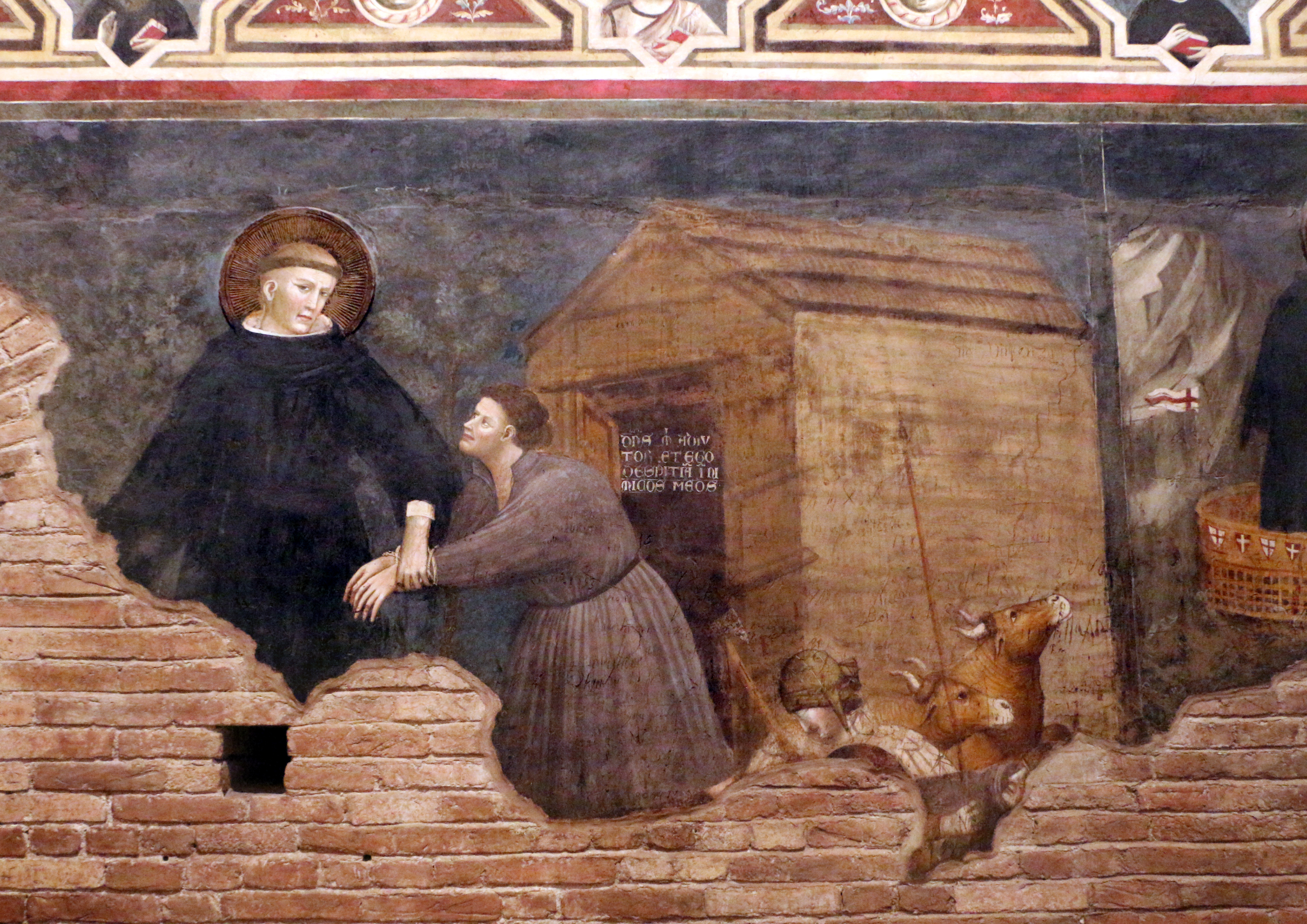
Liberación de un prisionero
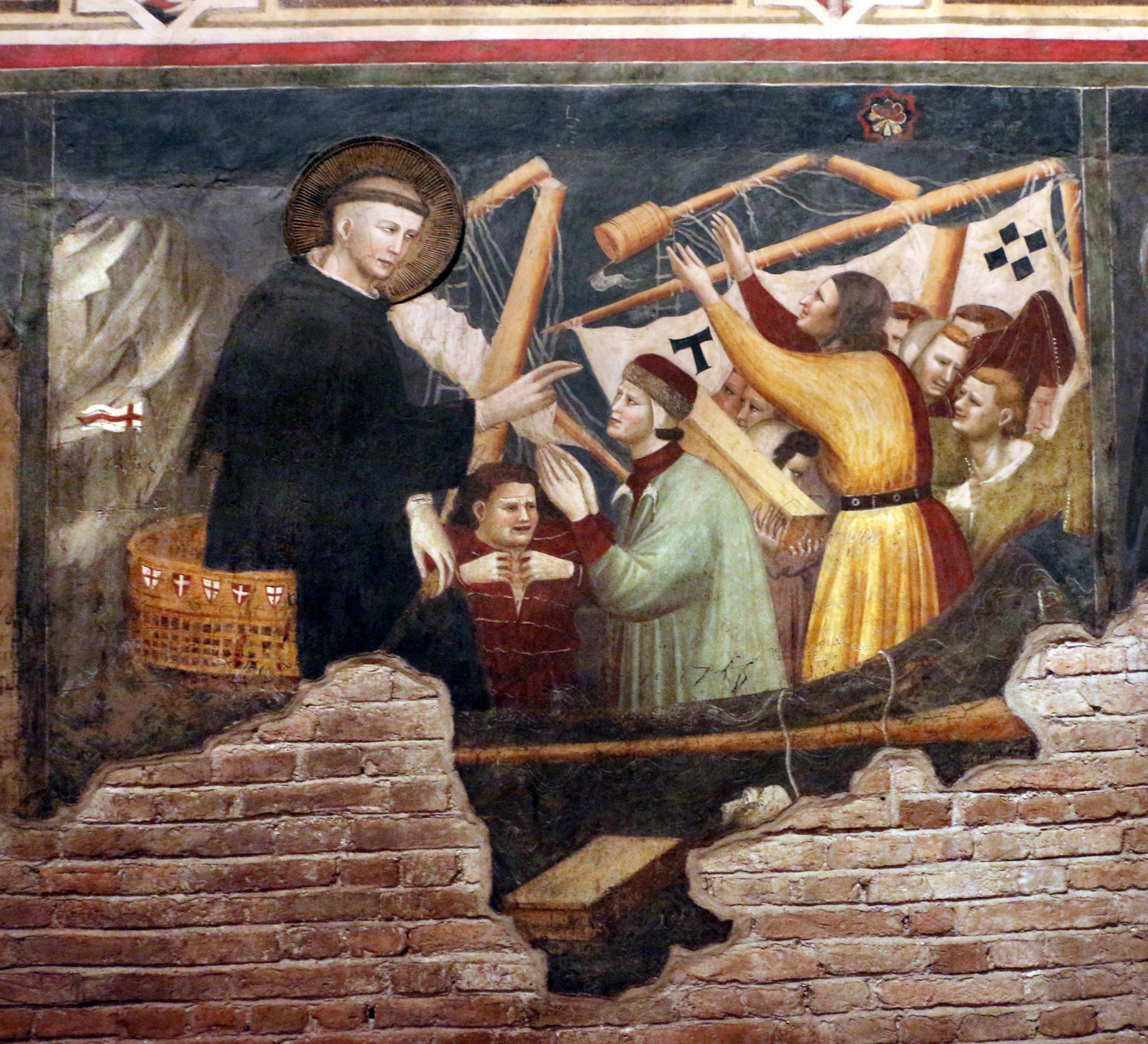
Salvando un naufragio
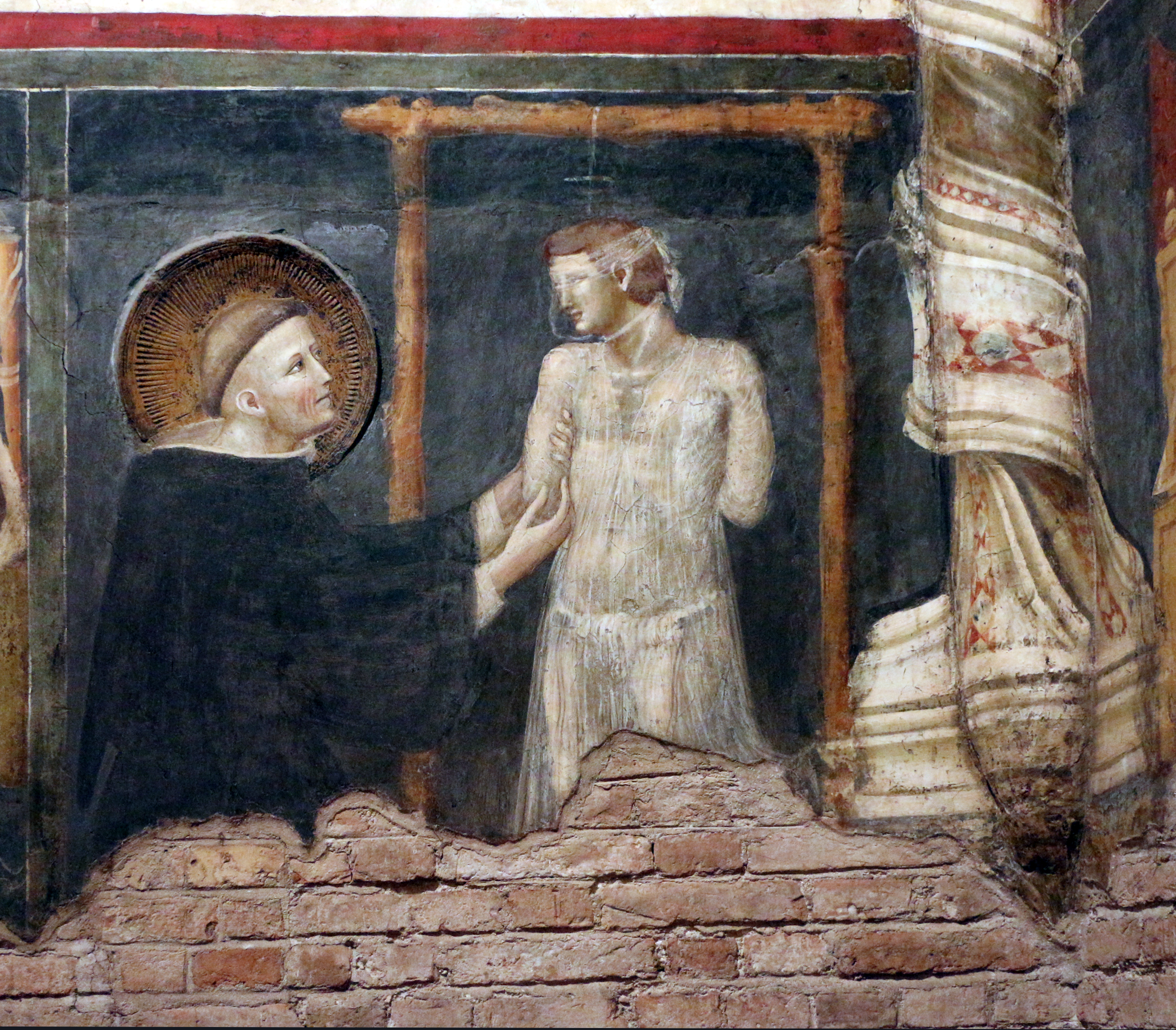
Consuelo para un hombre sentenciado a la horca
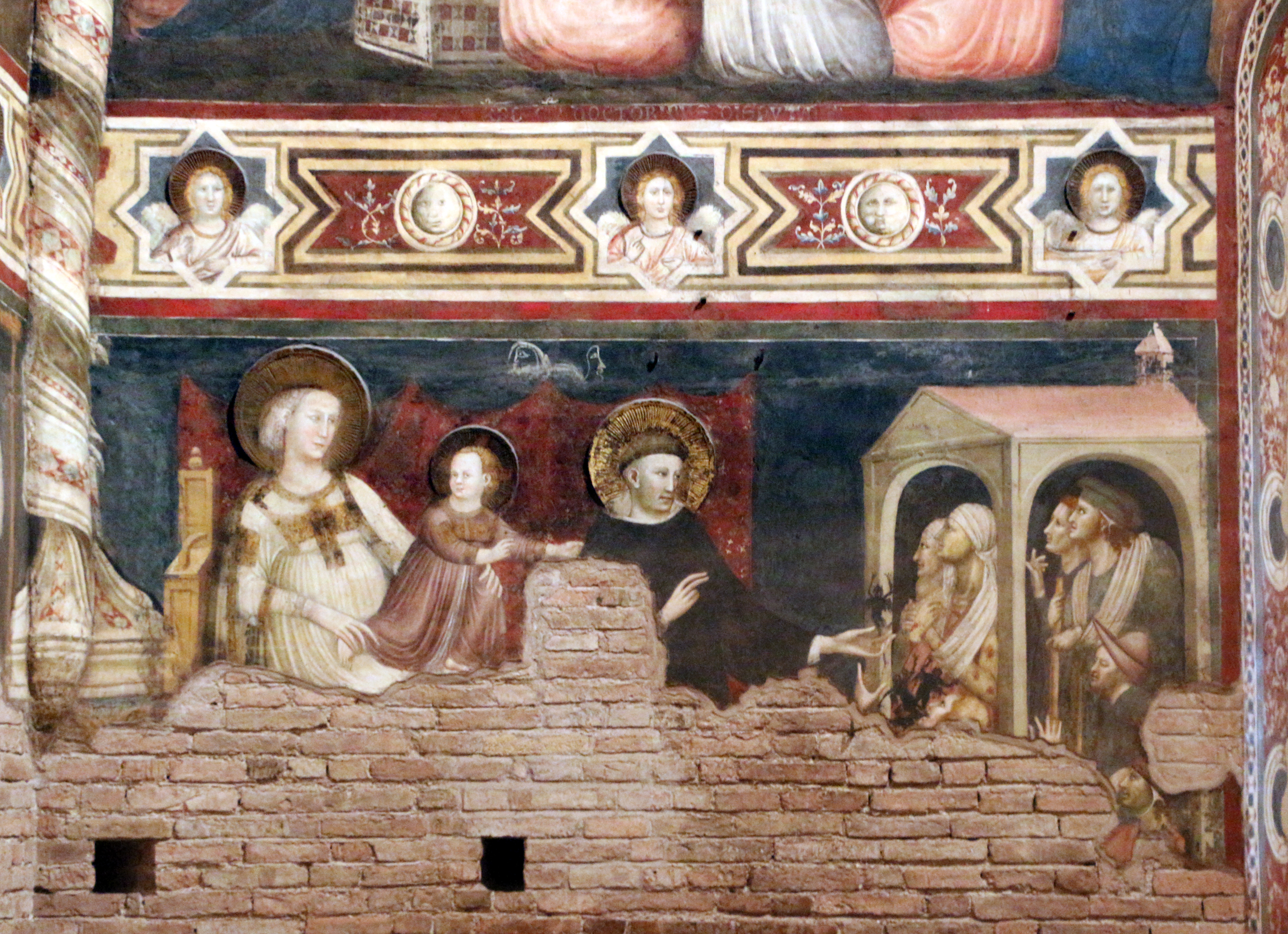
Liberación de un hombre poseído por la intercesión de la Virgen y el Niño Jesús